# Ludwig Gärtner
Ludwig Gärtner (ur. 19 kwietnia 1919 w Lorsch, zm. 6 czerwca 1995) – niemiecki piłkarz występujący na pozycji napastnika.
W reprezentacji III Rzeszy zadebiutował 27 sierpnia 1939 w przegranym 0:2 towarzyskim meczu ze Słowacją, a 20 października 1940 w wygranym 7:3 towarzyskim pojedynku z Bułgarią strzelił swojego jedynego gola w kadrze. W latach 1939–1941 w drużynie narodowej rozegrał trzy spotkania.